# Estefania de Piquer
Estefania de Piquer (¿? - Vallbona de les Monges, 7 de novembre de 1576) fou una monja cistercenca, abadessa del monestir de Santa Maria de Vallbona. Durant el seu abadiat regulà que els habitants del vilatge de Montesquiu abandonessin definitivament el poble i constituïssin Vallbona de les Monges.

## El seu abadiat
Escollida per unanimitat, Estefania de Piquer fou abadessa del monestir des de gener de 1563 fins a la seva mort, al novembre de 1576, i hi aporta la seva anterior experiència prioral. Joana d’Icart l’ajudà com a priora tot el mandat. Al 1575 hi incorporà Elena de Guimerà, sostspriora, Àngela d’Aiguaviva, sagristana, Isabel de Sant Just com a bossera i Jerònima de Pons com a mestra de novícies.
Durant la seva prelatura encarregà un capbreu de les rendes del monestir i instituí, al 1575, la confraria del Santíssim Nom de Jesús, coneguda com la dels Juraments, que havia estat implantada a la diòcesi per mirar de combatre la blasfèmia i la paraula grollera: «lo gran abús que hi ha de blasfemar, perjurar...».
Després que una de les disposicions del Concili de Trento, l’any 1563, establís que els monestirs i convents no podien estar aïllats en despoblat i que els que hi estaven no podrien mantenir-se actius per raons de la inseguretat causada per guerres, bandolerisme o pillatge, l’abadessa de Vallbona, Estefania de Piquer, va proposar –o potser va regular un procés ja iniciat– que els habitants de Montesquiu, petita població situada a uns 3 km del cenobi, abandonessin definitivament el seu poble i s'instal·lessin més a prop i a redós del monestir, dins del clos de la muralla, aprofitant i adaptant edificis monàstics. Amb el temps, l'antiga vila abandonada quedà enrunada, i les pedres de la seva església de Sant Joan, traslladades pel Comú de Vallbona, van servir per edificar l'església parroquial de la nova vila.
La llosa sepulcral d'Estefania de Piquer és a la segona filla de la sala capitular. Presenta el bàcul, que mira cap a l’esquerra, i els senyals heràldics familiars.